# Анна Померанська (1554—1626)
Анна Померанська (нім. Anna von Pommern, пол. Anna pomorska; 18 вересня 1554 — 10 вересня 1626) — померанська княжна з династії Грифичів, донька князя Вольгасту Філіпа I Побожного та саксонської принцеси Марії, друга дружина герцога Мекленбург-Гюстрову та співправителя Мекленбургу Ульріха, відомого також як Ульріх III.

## Біографія
Народилась 18 вересня 1554 року у Вольгасті дев'ятою дитиною та третьою донькою в родині герцога Вольгасту Філіпа I та його дружини Марії Саксонської. Мала старших сестер Амелію та Маргариту й братів Йоганна Фрідріха, Богуслава, Ернста Людвіга та Барніма. Інші брати померли до її народження. Згодом сімейство поповнилося найменшим сином Казимиром.
Втратила батька у 5 років. Матір більше не одружувалася і продовжувала жити у Вольгастському замку, до 1567 року будучи регенткою разом із герцогом Щецинським.

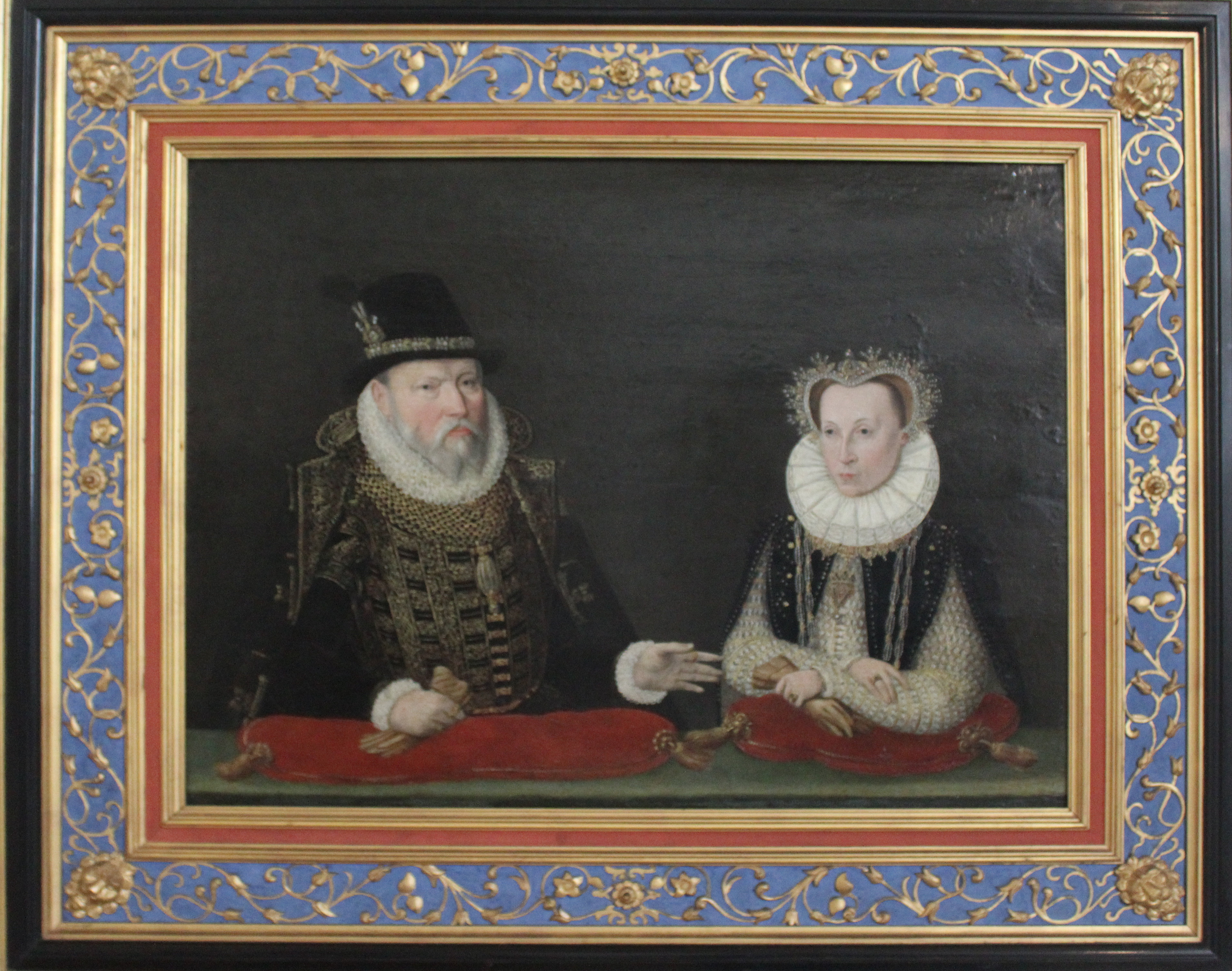
Портрет Анни із чоловіком пензля Петера Боекля

До Анни, почергово, сваталися герцог Пруссії Альбрехт Фрідріх у 1572 році, граф Ольденбургу Йоганн XVI у 1574 році та удовий староста Іновроцлаву та Члухуву Станіслав Латальський у 1578. Зрештою, у 1580 оголосили про заручини Анни із Кшиштофом Роздражевским, однак той загинув у жовтні того ж року при облозі Великих Лук.
Лише у 34-річному віці Анна взяла шлюб із 61-річним герцогом Мекленбург-Гюстрову та правителем Мекленбургу Ульріхом. Весілля відбулося 9 грудня 1588 року у Вольгасті. Наречений був удівцем і мав одружену доньку. Глибоко віруючий лютеранин, він не брав участі у жодній з воєн після приходу до влади. Шлюб виявився бездітним.
Ульріх помер 14 березня 1603 року. Анна після його смерті оселилася в своїй удовиній резиденції — Грабовському замку, де і провела решту життя.
Герцогині не стало 10 вересня 1626 року. Похована у Гюстровському соборі.